# Маріам Бауарді
Маріам Бауарді (араб. مريم باواردي, лат. Mariam Baouardy), у чернецтві — с.Марія від Розіп'ятого Ісуса (5 січня 1846, Ібілін, Галілея, Османська імперія, нині Ізраїль — 26 серпня 1878, Вифлеєм, Османська імперія, нині Палестинська держава) — свята римо-католицької церкви, черниця Ордену босих кармеліток, містичка, носійка стигматів.

## Біографія
Маріам Бауарді народилася 1846 року поблизу Назарету в  арабській родині Гірієса і Маріам Бауарді, які були вірянами Мелькітської греко-католицької церкви. До народження дівчинки батьки пережили смерть дванадцятьох дітей, тому здійснили паломництво у Віфлеєм, щоб випросити у Господа дар життя для своїх майбутніх дітей. Через деякий час народилася  Маріам, через рік  з'явився на світ її брат Боулос.
Отримала хрещення у Мелкітській Греко-Католицькій Церкві. 
Після смерті батьків, трирічну Маріям разом з молодшим братом усиновив дядько, який пізніше виїхав до міста Александрія у Єгипті. Маріам не отримала початкової освіти і до кінця життя була безграмотною.
У 8-річному віці прийняла Перше Причастя.
Коли дівчині виповнилося 12 років, згідно зі східним звичаєм її хотіли видати заміж, а через рішучу відмову опікуни почали ставитись до неї як до служниці. Коли ж Маріам намагалася втекти на батьківщину, то потрапила до однієї мусульманської родини, де господар дому намагався спонукати зректися віри, а після спротиву, завдав удару шаблею та викинув на вулицю, вважаючи мертвою. Це відбулося 8 вересня 1858 року.Пораненою дівчиною заопікувалася невідома таємнича жінка, яка лікувала її у гроті і через кілька тижнів привела Маріам до місцевого францисканського храму. 
Наступні кілька років Маріам працювала прислугою у будинках Єрусалиму, Александрії, Бейруту і Марселя. У Марселі на початку Великого Посту 1865 року вона вступила у Конгрегацію Сестер Компасіоністок, але через два місяці через хворобу покинула монастир. Потім її прийняли в Конгрегацію сестер Святого Йосипа. Однак, по завершенні постулату, Маріам зрозуміла, що має покликання до споглядального типу чернецтва. 
29 березня 1867 року в неї з'явилися перші стигмати. У червні того ж року вона вступила в монастир босих кармеліток у місті По у Франції.
У серпні 1870 року, коли вона ще була в новіціаті, її відправили в Індію для заснування монастиря босих кармеліток у Мангалорі. 21 листопада 1871 року принесла чернечу обітницю і прийняла нове ім'я Марії від Розп'ятого Ісуса. Тут вона пережила важкі напади диявола аж до одержимості.
Через рік її повернули в По, звідки в серпні 1875 року разом з іншими черницями Міріям вирушила до Вифлеєму для заснування першого монастиря босих кармеліток у Палестині. З її ім'ям пов'язана ідентифікація святого місця Еммауса (Нікополь) у Святій землі.
Марія Ісуса Розп'ятого померла 26 серпня 1878 року у Вифлеємі від гангрени, що утворилася у рані, яку черниця отримала при падінні під час ремонту монастиря.

## Містичний досвід та послання
Вже з дитинства Маріам мала досвід екстазів під час яких вона могла перебувати у особливому піднесенні цілі години, спілкуючись з ангелами, святими, Ісусом, беручи участь у Його жертві, при цьому повністю  втрачаючи зв’язок з зовнішнім світом Саму Маріам, яка понад усі чесноти цінувала покору та смирення, це бентежило. Тому зазвичай  вона приховувала цей досвід, а перебуваючи в монастирі, закликала настоятельку не давати впасти в екстаз. 
Крім того, сестра Марія  Ісуса Розп'ятого мала дар перебування одночасно в кількох місцях, дар левітації, також об’явлення, пророцтва і стигмати.
Під час одного з екстазів майбутня свята закликала 
|                                                                              | Світ спить, а Бог нескінченної доброти і величної слави забутий усіма! Дивись, вся природа, небо й земля славлять Бога, а людина, що пізнала великі діла Бога і повинна Його прославляти, спить! Ходімо ж, збудімо світ |
| — https://live-christ.com/ua/pro-sviatykh/poslannya-maloyi-arabky-na-sogodni | |

Марія від Розп'ятого Ісуса мала особливу пошану до Святого Духа і під час одного з об'явлень чула голос Ісуса, який промовляв
|  | Істинно, істинно кажу вам: хто взиватиме Святого Духа, шукатиме мене і знайде, знайде мене через Нього. Його свідомість буде делікатна, як польова квітка. Якщо це буде батько чи мати, то мир запанує в їхній родині. Мир буде в їхньому серці як у цьому, так і в прийдешньому світі. Не помруть в темряві, а в мирі. Гаряче прагну, аби ти повідомила, що всі священники, котрі щомісяця відправлять Службу Божу про Св. Духа, вшанують мене. А хто мене вшанує і братиме участь в цій Службі, буде вшанований самим Св. Духом і матиме в собі світло. В глибині душі його буде мир. Це він прийде лікувати хворих і будити сплячих |

Вона неодноразово наголошувала на важливості побожності до Святого Духа, відзначала що у майбутньому сам образ Ісуса буде спотворюватися, але ті, хто звернеться до Святого Духа, побачать ці помилки.
Як і інша сестра-кармелітка Тереза з Ліз'є, Марія знаходить "маленький" шлях до святості через покору, відсутність прив'язанності до матеріальних благ та смирення:
|  | У покорі я щаслива перебуванням нічим, не прив’язуюся ні до чого, нічого ніколи мене не мучить. Всюди, у кожній ситуації, я задоволена і щаслива. Благословенні маленькі! |

## Прославлення
13 листопада 1983 року Папа Римський Іван Павло II зарахував її до лику блаженних, а 17 травня 2015 року папа Франциск зарахував її до лику святих разом з Марією-Альфонсиною Даніль Гаттас, Марією Христина Брандо і Жанною Емілією де Вільнев.